# Peter Lehmann (Schauspieler)

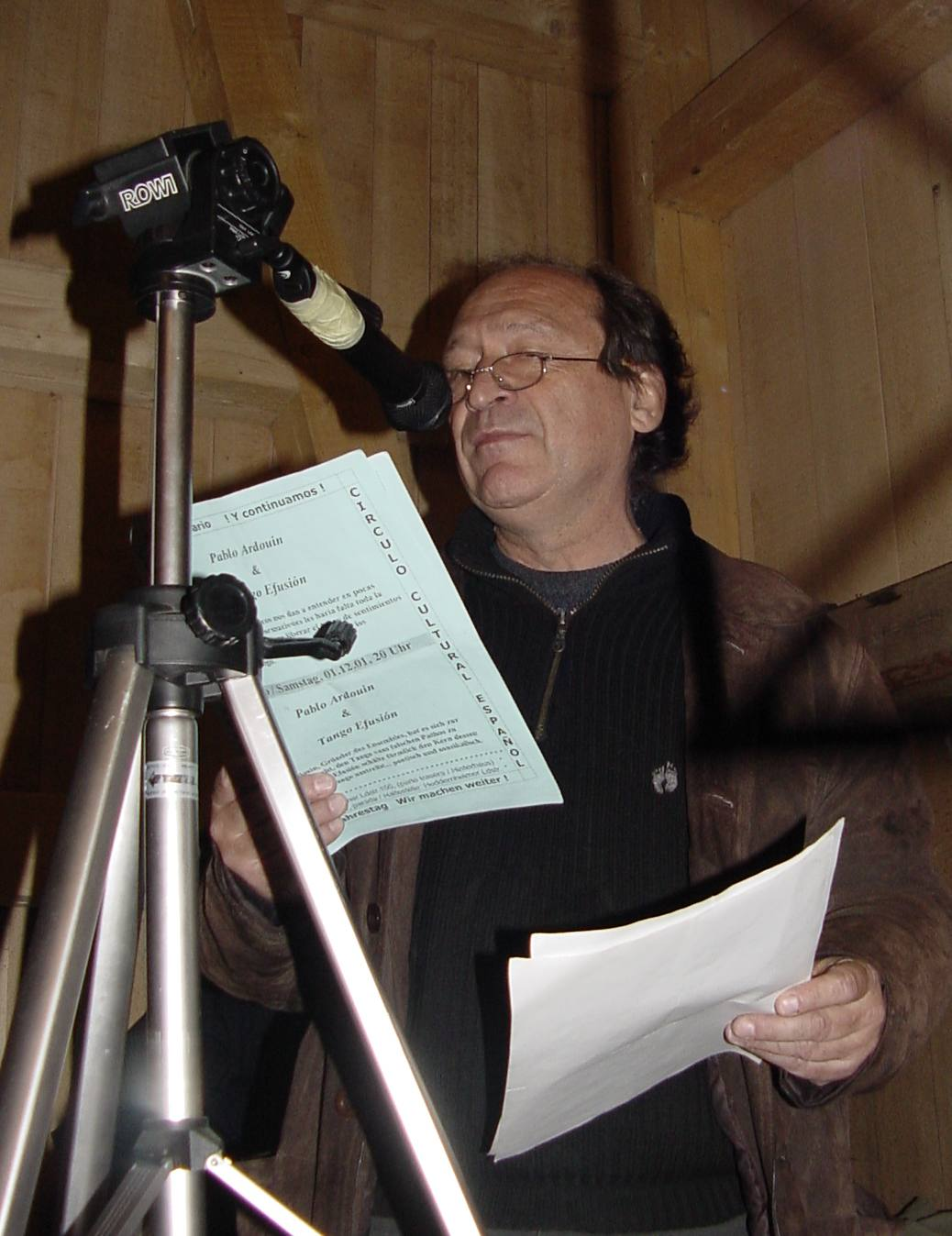
Peter Lehmann 2003

Peter Lehmann (* 1943 in Santiago de Chile) ist ein chilenischer Schauspieler und Dramaturg.

## Leben
Lehmann wurde als Sohn deutscher Exilanten in Santiago de Chile geboren. Nach dem Abitur und einem Ingenieurstudium studierte er an der Theaterschule der Universidad de Chile Schauspiel.
Von 1964 bis zum Putsch in Chile 1973 war er als Schauspieler in diversen Theater-, Film- und Fernsehproduktionen tätig. Er konnte flüchten und lebt seitdem in Deutschland. Hier lebte er als Regieassistent mit schauspielerischen Verpflichtungen an den Städtischen Bühnen in Frankfurt am Main, arbeitete als Ensemblemitglied des Theaters am Turm, war Gast des Goethe-Instituts Santiago de Chile, und nahm an einer zweimonatiger Tournee durch die Volksrepublik China mit den Stücken Der gute Mensch von Sezuan (Bert Brecht), und Das Notwendige und das Überflüssige auf Einladung des Goethe-Instituts in Peking teil.

## Werke
- Entwicklung des Monologs Die merkwürdige Entdeckung des Fernando Perez, die Geschichte eines chilenischen Exilanten in der BRD. Über 300 Aufführungen in Deutschland, der Schweiz, Österreich, Schweden und Kolumbien. Weltweit waren es etwa 850 Aufführungen.
- Der andere Hund, eine, gemeinsam mit der Gruppe Wu Wei entstandene Bearbeitung von Erfahrungen einer Chinareise.
- Bearbeitung und Inszenierung von El Bataraz nach einem Roman von Mauricio Rosencof